# Saalhoff
Saalhoff ist ein ländlich geprägter Ortsteil der Stadt Kamp-Lintfort im nordrhein-westfälischen Kreis Wesel.

## Geografische Lage
Das Gebiet der ehemaligen Gemeinde Saalhoff grenzt in seinem nördlichen Bereich an Alpen, im Nordwesten an Issum und im Osten an Rheinberg.

## Geschichte

Lage der Gemarkung Saalhoff in Kamp-Lintfort

Der Ortsname Saalhoff gilt als „ein typisches Beispiel“ dafür, dass sich der Name des ursprünglichen Salhofes oder Sadelhofes „auf die sich aus ihm entwickelte Ortschaft übertragen hat“. Saalhoff setzte sich gegenüber konkurrierenden Bezeichnungen wie Selehem (1176), das durch das Grundwort -hem bzw. -heim eindeutig auf eine Ansiedlung während der fränkischen Landnahme verweist, Salef(f), Seleff, Selle(n) und Zeyllen durch. In den örtlichen Quellen ist Salhoff erst 1521 gesichert nachweisbar: „ex bonis dictis der Salhoff“. Die Einwohner Saalhoffs wurden 1677 auf Latein als „salhovenses“ bezeichnet.

### Saalhoff in kurkölnischer Zeit
Saalhoff war territorialgeschichtlich Teil einer linksrheinischen Enklave des Kurfürstentums Köln. Im 16. und 17. Jahrhundert wurde die im kölnischen Amt Rheinberg gelegene Bauerschaft auch als Horsterferdel (1559), Horster vier vierthel (1636) oder Horst (1643) bezeichnet. 1636 hatte sie einer Grenzbeschreibung des Amtes Rheinberg zufolge „in sich begriffen 10 höfen, 6 halben und 18 Kaeten“. Diese 34 Bauernhöfe und Katen waren „am meisten Theil des Ertz Stiffts Leibgewins gütern“, ferner „theils Leibgewins hörig ans graffliche hauß Mörß und herrschafft Alpen Leibgewin und Lehnrührig“. Sieben Jahre später zählte man in Horst „44 bewohnete haußplatze hoff undt Kaetstätte“, darunter das seit dem frühen 14. Jahrhundert bezeugte „adelige geseeß“ und kölnische Lehen Eyll zur Heyden oder Haus Heideck. Im Verlauf der folgenden Jahrzehnte verringerte sich die Zahl der Höfe und Katen bis auf 38 im Jahre 1670. Ende des 17. Jahrhunderts bestanden auf dem
Saalhoffer Gebiet u. a. die Anwesen Bellickhoffen, Bogen (Boegen), Broeckmans, Dyckmans, Frericks (Frederichs), Geilings, Gommers, Gumpers, Hercken (Herken), Holtmans, Hoogh (Hoogen), Houben, Int Finn, Jegers, Kempkens, Kolters, Pawen (Pauen), Rusken (Rösken), Schunmachers, Stiers, Vossen, Wessels und Zacharias. Um 1780 wohnten in der Bauerschaft 264 Menschen, die sich auf jetzt wieder 44 Häuser verteilten.
Der Wald Leucht (1293: Luchte) im Nordwesten Saalhoffs, der durch die Hügelgräber in seinen Randbereichen teilweise Spuren steinzeitlicher Besiedlung aufweist, war „Ihro Churf. Dhltt. Erbbusch“, der im 17. Jahrhundert einen Verkehrswert von „ungetzweifelt“ 20.000 Reichstalern hatte. Kleinere Erbbüsche des Kölner Kurfürsten in Saalhoff waren die Esch und der Kankenhorst.
Saalhoff gehörte zu dem weitläufigen Gerichtsbezirk Buchholt, als dessen Schöffe 1695 bei einer Grenzbegehung Henrich Hoogen auftritt. In kirchlicher Hinsicht gehörten die Bewohner der von der Reformation nicht erfassten Streusiedlung Saalhoff zur Pfarre Alpen und hatten daher teilweise weite Kirchwege. Im September 1741 wandten sie sich mit einer gut zweiseitigen Eingabe an ihren „hochwürdigsten durchlauchigsten Churfürsten“ und „gnädigsten Herrn“, den Kölner Kurfürsten und Erzbischof Clemens August von Bayern. Nach dem einleitenden Hinweis auf den geschichtlichen Umstand, dass in der Bauerschaft Saalhoff „vom Jahr 1520 an biß gegenwertig eine löblich eingeführte“ Bruderschaft bestehe, baten die Eingesessenen „umb gnädigste erlaubnüß“, als Zeichen ihrer Dankbarkeit und zu Ehren ihres „engelischen Beschützers“ Michael „ein Cappell auff unsere gemeinheits-gründe ohnweit Ew[er] Churfürstl[iche] D[urc]hl[auch]t Waltforsters Hoogen behaußung erbauen undt fundiren zu dürffen“. Hierzu kam es jedoch nicht. Vielmehr wurde zu einem unbekannten Zeitpunkt zwischen 1742 und 1755 auf dem Hoogen-Hof in einem 1716 erbauten Gebäude eine dem Erzengel Michael geweihte Kapelle neu eingerichtet, die auch durch ihre überwiegend 1724 datierten Fensterbierscheiben von Interesse ist. Diese Geschenkscheiben bilden ein profanes Schmuckfenster, das ursprünglich zur Ausstattung einer 1724 auf dem Hof eingerichteten Schankwirtschaft gehörte. Im Juni 1758 wurde auch die Bauerschaft Saalhoff durch den Siebenjährigen Krieg in Mitleidenschaft gezogen. Johann Hoogen war spätestens 1741 „adjungierter“ (einem Beamten zugeordneter) kürkölnischer Waldförster für das Gebiet des Amtes Rheinberg. Sein Nachfolger wurde sein Sohn Johann Stephan Hoogen, der eine dreijährige Ausbildung „bei der Churfürstlich Kölnischen Jägerey zu Bonn“ erfahren und sich dabei als „wohlgelernter, hirschgerechter Jäger“ erwiesen hatte. Zum Kloster Kamp gehörten bei seiner Säkularisation 1802 in Saalhoff nur zwei Drittegarbengüter (Stiers und Vossen) sowie zwei in Erbpacht vergebene Güter (Bruckmann und Pannebecker).

### Die Gemeinde Saalhoff
Nach dem Ende des Alten Reichs wurde Saalhoff im Zuge einer Neuorganisation der Verwaltung eine Gemeinde in der neu gebildeten Bürgermeisterei Vierquartieren. Als erster Bürgermeister von Vierquartieren amtierte bis zum Jahre 1802 Laurenz Hoogen aus Saalhoff. Während der französischen Herrschaft vergrößerte sich 1808/10, als die Kolonie Bönninghardt systematisch auf die angrenzenden Gemeinden aufgeteilt wurde, das Saalhoffer Gebiet in seinem nördlichen Bereich um 338,02 ha. Die ehemals kurfürstliche Leucht wurde schließlich Eigentum des preußischen Staates; Johann Stephan Hoogen verstarb 1825 als königlich-preußischer Revierförster. 1834 lebten in den 58 Wohngebäuden auf dem Gebiet der Gemeinde Saalhoff insgesamt 429 Menschen, darunter 414 Katholiken und 15 evangelische Christen. Schulisches Leben gab es in Saalhoff bereits im 18. Jahrhundert; die 1836 neu errichtete Elementarschule dient heute als privates Wohnhaus.
Zu Beginn der 1860er Jahre erlebte die Gemeinde Saalhoff, die stets „gänzlich eines Centralwohnsitzes“ entbehrte, mit 745 Einwohnern in 127 Haushalten den höchsten Bevölkerungsstand ihrer Geschichte. 1874/78 wurde der vorhandene Braukeller unter der Kapelle des Hoogen-Hofes zur betrieblichen Keimzelle für die Brauerei Diebels. Das Gemeindegebiet erstreckte sich bei der Volkszählung 1885 auf einer Fläche von 1.729 ha. Davon entfielen 825 ha auf Wald, 548 ha auf Acker und 44 ha auf Wiesen. Die Einwohnerzahl von Saalhoff ist 1885 bereits auf 653 zurückgegangen, von denen 558 katholischen und 95 evangelischen Bekenntnisses waren.
Nach einer räumlichen Erweiterung der St.-Michael-Kapelle, durch die das historische Schmuckfenster Teil der Kapellenausstattung wurde, bildete Saalhoff 1920 mit der östlich angrenzenden Bauerschaft Alpsray eine katholische Kapellengemeinde und erhielt eine eigene Buchführung unter der Aufsicht des Kirchenvorstandes in Alpen sowie 1923 den ersten eigenen Kaplan. Die Anfänge des örtlichen Feuerlöschwesens liegen zwar schon im 19. Jahrhundert, doch gelang erst 1927 die Gründung einer Freiwilligen Feuerwehr für das waldreiche Saalhoffer Gebiet. Der Gemeinderat der Zivilgemeinde Saalhof setzte sich 1929 aus fünf Vertretern der Zentrumspartei und einem Vertreter der Deutschnationalen Volkspartei zusammen. 1931 zählte Saalhoff 657 ganz überwiegend katholische Einwohner; Gemeindevorsteher war bis 1933 der Landwirt Johannes Hoogen (Zentrum).
Mit Wirkung zum 1. April 1934 ging die Gemeinde, die hinsichtlich ihres Bevölkerungsstandes von der Industrialisierung durch die Zeche Friedrich Heinrich weitgehend unberührt geblieben war, in der durch Zusammenlegung der bisher bereits in Personalunion verwalteten Bürgermeistereien (seit 1929: Ämter) Kamp, Hoerstgen und Vierquartieren neu entstandenen Gemeinde Kamp-Lintfort auf. Den von Kamp-Lintfort übernommenen bebauten Grundbesitz der politischen Gemeinde Saalhoff bildeten 1934 das Armenhaus, das Spritzenhaus, das Volksschulgebäude und ein Zweifamilienhaus, das seit 1932 im Erdgeschoss dem Geistlichen von Saalhoff und im Obergeschoss dem örtlichen Lehrer diente.

### Saalhoff als Ortsteil von Kamp-Lintfort
Auf einer Anhöhe in Altfeld im südwestlichen Bereich der Gemarkung Saalhoff wurde 1935 das Lager 8/210 des Reichsarbeitsdienstes eingerichtet, das 1939 von der Wehrmacht zu einer Flak-Stellung ausgebaut wurde. Während des Zweiten Weltkrieges bestand bis September/Oktober 1944 im Staatsforst Leucht ein kleines Zwangsarbeiterlager. Bei Kriegsende, als in der Kapelle des Hoogen-Hofes ein Offizierskasino eingerichtet wurde, ging u. a. das Ölportrait des Kurfürsten Clemens August verloren, das bis dahin seinen Platz in der Sakristei hatte.
Die Saalhoffer Schule wurde 1966 im Zuge grundlegender organisatorischer Maßnahmen des Schulträgers geschlossen. 1969 konnte in Saalhoff, das vor allem in seinem östlichen Bereich besiedelt und traditionell für Pferdezucht und Pferdesport bekannt ist, der Flugplatz Kamp-Lintfort als Sonderlandeplatz in Dienst gestellt werden. Im gleichen Jahr gaben die britischen Streitkräfte ihr im Norden der Leucht eingerichtetes Arsenal endgültig auf. Auf einer Teilfläche des ehemaligen Munitionsdepots entstand der Jugendzeltplatz der Stadt Kamp-Lintfort. 1970 ersetzte die Stadtverwaltung die bisherigen Konskriptionsnummern der Wohngebäude in Saalhoff durch Straßenangaben mit Orientierungsnummern. Die Kapellengemeinde Saalhoff, die seit 1967 über keinen eigenen Geistlichen mehr verfügte und zwei Jahre später auch Alpsray verlor, wurde 1977 von Alpen nach Kamp-Lintfort umgepfarrt. 1984 konnte eine erste Renovierung der St.-Michael-Kapelle auf dem Hoogen-Hof realisiert werden; das historische Schmuckfenster wurde 2009 fachgerecht restauriert. Der Löschzug Saalhoff der Freiwilligen Feuerwehr erhielt 2010 ein neues Feuerwehrhaus als Ersatz für das Gebäude aus dem Jahre 1986. Die umfangreichen Renovierungsarbeiten an der Kapelle fanden 2016 ihren Abschluss.
Der Staatsforst Leucht, der in seinem Norden von der BAB 57 durchschnitten wird und im Eigentum des Landes NRW steht, dient als beliebtes Naherholungsgebiet. Als örtlich aktive Vereine bestehen die St. Michael-Schützenbruderschaft Saalhoff e. V., die sich auf das Jahr 1520 zurückführt und über Königsplaketten ab 1660 verfügt, der Bürgerschützenverein „Eintracht“ Bönninghardt-Vierquartieren 1885 e. V., der Schützenverein „Eintracht“ Altfeld-Saalhoff 1911 e. V. sowie der Reitclub Altfeld e. V. Der Reiterverein Seydlitz Kamp 1884 e. V. unterhält auf dem Hoogen-Hof eine Reithalle und weitere Pferdesportanlagen.